# 第68回NHK紅白歌合戦
『第68回NHK紅白歌合戦』（だいろくじゅうはちかいエヌエイチケイこうはくうたがっせん）は、2017年（平成29年）12月31日19時15分から23時45分まで放送された通算68回目のNHK紅白歌合戦である。

## 放送まで
日付はいずれも2017年。
- 9月7日 - 開催が発表された。同時に放送時間も決定[3]。
- 11月13日 - 司会者が発表された[1][4]。
- 11月16日 - 出場歌手を発表。初出場は紅組4組、白組6組の計10組。総合司会に桑子真帆を起用することも併せて発表[2]。
- 12月1日 - ラジオ中継、テレビ中継副音声『紅白ウラトークチャンネル』[5]、生配信企画『紅白楽屋トーク』の担当をそれぞれ発表[6]。またSHISHAMOの楽曲「明日も」を応募楽曲として、当日SHISHAMOと共演する“高校生ホーン隊”の募集企画も併せて発表された[7]。
- 12月4日 - 「AKB48」の紅白歌合戦出場選抜メンバー48名が発表される[8]。また紅白歌合戦史上初の試みとして「AKB48選抜メンバーが当日のステージで歌唱する“スペシャルメドレー曲”」について、視聴者が1曲を選んで紅白歌合戦公式サイトでの事前投票により決定する『AKB48曲目投票企画』発表[8]。
- 12月7日  - 前回まで「蛍の光」の指揮者を務め、この年の7月21日に亡くなった平尾昌晃[注釈 1]の後任に都倉俊一が決まったことを発表[10]。
- 12月19日 - 2018年9月16日を以て音楽界からの引退を表明した安室奈美恵が特別枠として出演することが発表された[11]。なお、安室は第54回（2003年）以来、14年ぶりに紅白のステージに登場することとなる。
- 12月20日 - ゲスト審査員8名[12]と審査方法が発表された。
- 12月22日 - 桑田佳祐が特別枠として出演することが発表され、同時に『ひよっこ』特別編の制作が発表された[13]。なお、桑田は第65回（2014年）にサザンオールスターズとして出場したとき以来3年ぶり（ソロとしては第61回（2010年）以来7年ぶり）に紅白に登場する。
- 12月23日 - 出場歌手の曲目と曲順が発表された。曲目と曲順が同時発表されたのは第65回以来3年ぶり。
- 12月27日 - AKB48として出場予定だったHKT48・AKB48兼任の兒玉遥が休養することを発表。代役はAKB48チーム8の小田えりなが選出された。

## 当日のステージ

### 前半
- グランドオープニングでは司会の有村、二宮、内村の3人と出場歌手46組が、連続テレビ小説『ひよっこ』の伴奏をビッグバンドジャズ風にアレンジした曲に乗せ、NHKのある渋谷の街の各所に登場する2分間のミュージカル調の映像で幕を開けた[14][15]。
- 山内恵介のステージには、AKB48[※ 1]がバックダンサーで参加した[16]。
- E-girlsは、11人体制では最初で最後の出場となった[※ 2][17]。
- SHISHAMOは、88組の応募から選ばれた高校生のホーン隊と共演した[18]。
- 三山ひろしがけん玉でギネス世界記録に挑んだが、14人目で失敗した[19]。しかし翌年の第69回124人連続成功でギネス達成した。[20]
- 市川由紀乃のステージでは、美空ひばりの映像が映し出された[21]。
- 福田こうへいのステージでは、藤井聡太四段（当時）の映像が流れた[21]。
- SEKAI NO OWARIの歌唱時、産休中のSaoriに代わってNakajinがピアノを演奏した[22]。
- 倉木麻衣のステージでは、自身が主題歌を担当した映画『名探偵コナン から紅の恋歌』の映像が流れた[23]。
- TWICEの歌唱時、内村や加藤一二三九段らが「TT」ポーズを披露した[21]。
- 三浦大知は、曲中で無音シンクロダンスを披露した[24]。
- 熊本出身のWANIMAの曲紹介では、同じく熊本出身の内村が前年に発生した熊本地震について触れた。応援には、熊本県のゆるキャラのくまモンが登場した[25]。
- 前半トリの郷ひろみは、大阪府立登美丘高等学校ダンス部と共演した[26]。

### 後半
- 欅坂46が内村と「不協和音」のコラボダンスを披露した際、平手友梨奈、鈴本美愉、志田愛佳の3人が過呼吸が原因でステージ上で倒れ、手当てを受けた[27]。
- 五木ひろしは、この年亡くなった作曲家の平尾昌晃が手がけた「夜空」を歌唱した。曲中では当時のレコーディング風景が流れた[28]。
- 乃木坂46のステージには、日村勇紀（バナナマン）扮する「ヒム子」が登場した[29]。なお、北野日奈子は休業中のため不出場、伊藤理々杏と岩本蓮加はオープニングまでの出演[30]。
- X JAPANのステージでは、YOSHIKIが頸椎人工椎間板の置換手術後自粛していたドラムパフォーマンスを初めて行った[31]。
- AKB48は、視聴者投票で選ばれた上位3曲をメドレーで披露した。渡辺麻友は、このステージをもってグループを卒業したため最後の出場となった[32]。
- Superflyは、第66回（2015年）以来2年ぶりにテレビで歌唱した。曲紹介は、当時総合司会を務めた黒柳徹子が行った[33]。
- 氷川きよしは、高さ9メートル・幅7メートルの宝船の上で歌唱した[21]。
- 今回最大の目玉は、引退を電撃発表した安室奈美恵の出演だった。安室は、長らくテレビ出演からは距離を置いており紅白には14年ぶり、テレビ番組の生放送で歌うのは2010年7月30日の『ミュージックステーション』以来約7年ぶりのパフォーマンスということで、久々の地上波出演に大きな注目が集まった。はじめに、安室の歌手人生25年間の軌跡を振り返るVTRが流れ、安室が過去に出演した『ポップジャム』や紅白の映像の数々が放送された。その後内村からの呼び掛けにより、101スタジオにいる中継先の安室が登場した。安室はVTRを振り返ってどうだったかと聞かれ、「とにかくいろいろ経験させていただいて、充実した25年間になったなと思っています。｣と答えた。トークの最後にファンの皆さんへのメッセージとして「いつも応援してくださっているファンの皆様、ありがとうございます。来年の9月に、私は引退致します。私らしく、引退の日を迎えたいなと思っておりますので、みなさん是非、応援よろしくお願い致します。」と述べ、昨年のリオオリンピック・パラリンピックのNHK放送テーマソング｢Hero｣を熱唱した。安室は歌い終わった後、何度も礼をしながら眼に涙を浮かべて堪えている様子で中継は終わった[34][35]。
  - 安室の中継終了後、内村が「イモトー!安室ちゃんはやっぱかっこよかったよー!」と叫ぶ一幕があった[36]。イモトとは、内村が司会を務めている日本テレビのバラエティ『世界の果てまでイッテQ!』に出演しているお笑いタレントのイモトアヤコのことである。イモトは、"大の安室ファン"であることで知られている。しかしイモトは大晦日当日、南極のロケに行っており、2018年2月18日の『イッテQ』では紅白の録画をし忘れた事を本気で悔やむ様子が放送された。ただ、友人である竹内結子が紅白を録画してくれており、安室の最後の紅白を見ることができたとも後に語っている[37]。
    - そして2018年7月29日の『イッテQ』では、ついにイモトと安室の初対面が実現した。安室は、当番組で最後の紅白について語っており、司会の内村とは直接会わなかったものの「リハーサルから優しくしていただいて、スゴい暖かい空気を出して下さって、パパみたいな安心感があった」と感謝の言葉を述べた[38]。
- 特別歌手の桑田佳祐は神奈川県横浜市港北区の横浜アリーナから中継で出演し、有村が主演の『ひよっこ』の主題歌「若い広場」を歌唱した。曲前には、出演者の沢村一樹と木村佳乃もNHKホールに登場したほか、横浜アリーナには中継リポートとして有働由美子（NHKアナウンサー[※ 3]）も参加した。曲中のパフォーマンスには有働も加わり、桑田が「愛の言葉を有働」と歌詞を変えて歌う一幕もあった[39]。
- 紅組トリを務めた石川さゆりは、葛飾北斎の富嶽三十六景の映像をバックに歌唱した[40]。
- 白組トリで大トリを務めたゆずの曲紹介には、陸上競技選手の桐生祥秀が登場した。自身が100m走で当時の日本記録を更新し、日本人初となる9秒台を記録した際に、「栄光の架橋」を聴いていたと語った[41]。
- エンディングでは、都倉俊一の指揮就任後初めて「蛍の光」の大合唱が行われた。今回は都倉によるフルオーケストラの編曲がなされており[42]、それまでの藤山一郎、宮川泰、平尾昌晃時代の物に比べ音程が下がり、平尾時代の第61回から第63回までエンディングアレンジの終結に使用されていた3連音が復活するなど、一線を画す物となった。翌年は前年までの平尾末期のアレンジ（アウトロに第九が織り交ぜられたもの）に戻された。

### 結果
総得票数による審査の結果、2,237,644対1,432,371で白組が第65回（2014年）以来3年ぶりに優勝し、宮本信子から優勝旗が授与された。
今回の白組優勝および審査方法（後述）について、ネット上では「実態に合っていない」との批判が起こった。「そもそも男女に別れて争う必要があるのか」と番組の根本を問う意見もあり、“国民的番組”のあり方が問われている（兼松康）。放送直後から、「さすがに差がつきすぎ」「ゲスト審査員の存在が生かされてない」など、審査方法への批判が相次いだ。上智大学の碓井広義教授（メディア文化論）も「第67回に比べて分かりやすくなった面もあるが、何百万と投じられた視聴者の票とゲスト審査員らの票の重みを同一視するのはあまりに極端。これではゲスト審査員も無力感を覚えるだけ」と指摘する。碓井教授はさらに、平均すると1対戦あたり17万票弱という視聴者投票数に着目し、「意外に少なく、視聴者は勝敗にさほど興味を持っていないのかもしれない。以前は“合戦”の様相もあったが、今は音楽番組の構成として、紅白に分けて歌い合っているだけ。男女に分かれて勝ち負けを決める時代でもないのではないか」と、番組の枠組み自体に疑問を呈した。
前回・今回と審査方法のあり方に連続して批判が寄せられたため、翌年の第69回でも再び審査方法の変更が行われた。

## 出場歌手
紅組、      白組、      特別企画、      初出場、      返り咲き。
| 曲順 | 組 | 歌手名                 | 回 | 曲目                                        |
| ---- | -- | ---------------------- | -- | ------------------------------------------- |
| 1    | 白 | Hey! Say! JUMP         | 初 | Come On A My House                          |
| 2    | 紅 | Little Glee Monster    | 初 | 好きだ。 〜夢を歌おう ver.〜                |
| 3    | 白 | 山内惠介               | 3  | 愛が信じられないなら 〜貴公子たちの舞踏会〜 |
| 4    | 紅 | E-girls                | 5  | Love ☆ Queen                                |
| 5    | 紅 | SHISHAMO               | 初 | 明日も 〜紅白2017ver.〜                     |
| 6    | 白 | 三山ひろし             | 3  | 男の流儀 〜けん玉世界記録への道〜           |
| 7    | 紅 | AI × 渡辺直美          | 3  | キラキラ feat.カンナ                        |
| 8    | 白 | 竹原ピストル           | 初 | よー、そこの若いの                          |
| 9    | 紅 | 丘みどり               | 初 | 佐渡の夕笛                                  |
| 10   | 白 | Sexy Zone              | 5  | ぎゅっと                                    |
| 11   | 紅 | 市川由紀乃             | 2  | 人生一路                                    |
| 12   | 白 | 福田こうへい           | 4  | 王将                                        |
| 13   | 白 | 三代目 J Soul Brothers | 6  | HAPPY 〜紅白スペシャルバージョン〜          |
| 14   | 紅 | 天童よしみ             | 22 | 道頓堀人情                                  |
| 15   | 白 | SEKAI NO OWARI         | 4  | RAIN                                        |
| 16   | 紅 | 倉木麻衣               | 4  | 渡月橋 〜君 想ふ〜                          |
| 17   | 紅 | TWICE                  | 初 | TT -Japanese ver.-                          |
| 18   | 白 | 三浦大知               | 初 | 三浦大知 紅白スペシャル                     |
| 19   | 紅 | 水森かおり             | 15 | 早鞆ノ瀬戸                                  |
| 20   | 白 | WANIMA                 | 初 | ともに                                      |
| 21   | 紅 | 島津亜矢               | 4  | The Rose                                    |
| 22   | 白 | 郷ひろみ               | 30 | 2億4千万の瞳 〜GO! GO! バブルリミックス〜   |

| 曲順 | 組   | 歌手名               | 回 | 曲目                             |
| ---- | ---- | -------------------- | -- | -------------------------------- |
| 23   | 紅   | 欅坂46               | 2  | 不協和音                         |
| 24   | 白   | 関ジャニ∞            | 6  | なぐりガキBEAT                   |
| 25   | 白   | 福山雅治             | 10 | トモエ学園                       |
| 26   | 紅   | 坂本冬美             | 29 | 男の火祭り                       |
| 27   | 紅   | 西野カナ             | 8  | パッ                             |
| 28   | 白   | TOKIO                | 24 | AMBITIOUS JAPAN!                 |
| 29   | 白   | 五木ひろし           | 47 | 夜空                             |
| 30   | 紅   | 乃木坂46             | 3  | インフルエンサー                 |
| 企画 | 企画 |                      |    | いつでも夢を                     |
| 31   | 紅   | 松田聖子             | 21 | 新しい明日                       |
| 32   | 白   | 平井堅               | 8  | ノンフィクション                 |
| 33   | 紅   | 椎名林檎             | 5  | 目抜き通り                       |
| 33   | 白   | トータス松本         | 初 | 目抜き通り                       |
| 34   | 紅   | Perfume              | 10 | TOKYO GIRL                       |
| 35   | 白   | X JAPAN              | 8  | ENDLESS RAIN 2017 紅白スペシャル |
| 36   | 紅   | AKB48                | 10 | 視聴者が選んだ夢の紅白SPメドレー |
| 37   | 白   | エレファントカシマシ | 初 | 今宵の月のように                 |
| 38   | 紅   | 松たか子             | 3  | 明日はどこから                   |
| 39   | 白   | 星野源               | 3  | Family Song                      |
| 40   | 紅   | Superfly             | 2  | 愛をこめて花束を                 |
| 41   | 白   | 嵐                   | 9  | 嵐×紅白スペシャルメドレー        |
| 42   | 紅   | 髙橋真梨子           | 5  | for you…                         |
| 43   | 白   | 氷川きよし           | 18 | きよしのズンドコ節               |
| 企画 | 企画 | 安室奈美恵           | 10 | Hero                             |
| 企画 | 企画 | 桑田佳祐             | 2  | 若い広場                         |
| 44   | 紅   | 石川さゆり           | 40 | 津軽海峡・冬景色                 |
| 45   | 白   | ゆず                 | 8  | 栄光の架橋                       |

1. ↑  渡辺麻友、柏木由紀、指原莉乃、松井珠理奈、宮脇咲良、岡田奈々、向井地美音、高橋朱里、北原里英、荻野由佳の10名。
2. ↑  2020年に解散。
3. ↑  翌年NHKを退社。
4. ↑  メンバーの山田涼介・知念侑李は過去にNYCおよびNYC boysとして4回出場。
5. ↑  「Jupiter」「好きだ。」を順に披露（Jupiterは冒頭のみ）。
6. ↑  自身主演のTBS系列ドラマ『カンナさーん!』主題歌である誼からサポートとしてデュオパートナーを担当。
7. ↑  現：timelesz
8. ↑  メンバーの中島健人・菊池風磨は過去にNYC boysとして1回出場。
9. ↑  「Cry & Fight」「EXCITE」を順に披露。
10. ↑  現：櫻坂46
11. ↑  現：SUPER EIGHT
12. ↑  自身のカウントダウンコンサートを開催する神奈川県横浜市西区・パシフィコ横浜展示ホールからの中継。
13. ↑  メンバーの生駒里奈は過去に兼任していたAKB48として1回出場。北野日奈子は欠席。伊藤理々杏と岩本蓮加はOPまで。
14. ↑  ウルフルズとして過去2回出場。
15. ↑  東京都渋谷区・セルリアンタワー屋上からの中継。
16. ↑  「ENDLESS RAIN」「紅」を順に披露。
17. ↑  「大声ダイヤモンド」「365日の紙飛行機」「11月のアンクレット」を順に披露。
18. ↑  「GUTS !」「Doors 〜勇気の軌跡〜」を順に披露。
19. ↑  自身のカウントダウンコンサートを開催する神奈川県横浜市港北区・横浜アリーナからの中継。
20. ↑  紅組の紅白最多出場記録更新。

### 出場者について
- 初出場歌手は以下の10組。
  - 紅組：丘みどり、SHISHAMO、TWICE、Little Glee Monster
  - 白組：エレファントカシマシ、竹原ピストル、トータス松本、Hey! Say! JUMP、三浦大知、WANIMA
  - 三浦大知は1997年にFolderのメンバーとしてデビューしてからこの年で歌手活動20周年を迎えたほか、シングル「EXCITE」が自身初となるオリコンチャート週間1位を記録した[44]。
  - Hey! Say! JUMPはこの年CDデビュー10周年となった。なおメンバーの山田涼介と知念侑李はNYCとして第60回から第63回まで出場経験があるほか、岡本圭人は父の岡本健一が男闘呼組として出場経験があり、親子2代での紅白出場となった[45]。
  - エレファントカシマシはこの年デビュー30周年。1997年リリース、そしてドラマ月の輝く夜だからの主題歌にもなった「今宵の月のように」を歌唱[46]。
  - トータス松本はウルフルズとして第47回と第52回の2回出場。今回は椎名林檎とのデュエットで出演し、ソロとしては初出場[47]。
  - 竹原ピストルは、住友生命のCMソング「よー、そこの若いの」[48]のロングヒットに加え、この年加山雄三・石川さゆりとともに歌唱した「東京五輪音頭2020」がリリースされたことも初出場の要因となった[49]。
  - SHISHAMOはNTTドコモのCMソング「明日も」[50]、WANIMAはauのCMソング「やってみよう」[51]と、いずれもCMソングが話題となってヒットしたことが要因となった。
  - Little Glee Monsterはこの年1月に日本武道館での単独公演を成功させているなど、幅広い層からの支持を得ている[52]。
  - 韓国・日本・台湾の混成グループTWICEはこの年日本デビューし、「TTポーズ」などで若い女性を中心に流行した。韓国系のグループの出場は第62回以来6年ぶりとなる[53]。
  - 丘みどりはデビュー13年目にして初出場。この年初アルバムを発売、初の単独コンサートを行っている[54]。
- 返り咲きは4組。このうち、この年下期の連続テレビ小説『わろてんか』の主題歌「明日はどこから」を歌い、この年歌手デビュー20周年を迎えた松たか子が第50回以来18年ぶりに選ばれている[55]ほか、劇場版『名探偵コナン から紅の恋歌』主題歌「渡月橋 〜君 想ふ〜」が大ヒットし、同シリーズ作品において担当した主題歌数でギネス世界記録の認定を受けたことが話題となった倉木麻衣も第56回以来12年ぶりの出場となる[56]。
- 「AKB48」については、前年の反省も踏まえ企画に合わせて事前に各グループからの出演者を予め決定し発表した。内訳はAKB48からSTU48キャプテン兼任の岡田奈々を除き18人、HKT48から6人、STU48から3人（岡田奈々を含む）、その他の各姉妹グループから7人ずつの計48人で、放送時点で全員が18歳以上である[注釈 2]。
- 石川さゆりは34年連続出場40回目の出場[注釈 3]。通算40回は和田アキ子を抜いて紅組で最多、連続34回も小林幸子を抜いて紅組で最多[58]。
- 当時68歳の髙橋真梨子は自身の持つ紅組歌手の当時の最年長出場記録を更新。なお、翌年は不出場となったため連続出場はストップ。高橋のこの記録は第74回（2023年）で当時69歳で出場した天童よしみに更新されたが、次年である第75回（2024年）で当時75歳の高橋が今回以来7年ぶりに出場したことで更新した（第75回には当時70歳の天童も連続出場）。
- TOKIOは、ジャニーズ事務所では単独で最多となる24回目の出場を果たした。しかし、翌年4月にメンバーの山口達也が不祥事により脱退し、以降グループの音楽活動を再開することがないまま2025年6月25日に解散したため、この回が最後の紅白出場となった[59]。
- アニメファンから出場を有力視されていたどうぶつビスケッツ×PPPは落選した[60]。
- 前回の出場歌手の中より不選出となったのは紅組7組、白組7組の計14組。
  - 紅組：絢香、いきものがかり[注釈 4]、宇多田ヒカル、大竹しのぶ、香西かおり、PUFFY、miwa
  - 白組：桐谷健太、KinKi Kids[注釈 5]、THE YELLOW MONKEY、AAA、V6、RADWIMPS、RADIO FISH

### 曲順を巡って
紅組トリに2年連続で石川さゆり、白組トリおよび大トリにこの年デビュー20周年を迎えたゆずが起用された。石川は現役紅組歌手最多の8回目のトリ、ゆずは初トリ。
チーフ・プロデューサーの矢島良はトリ選出に関し、前者について「石川さんは今年で紅白出場40回目。世論調査でも上位。幅広い世代から支持を得ている。20年の東京五輪に向け、世界に向けて日本の文化を伝えていきたい」、後者について「今年でデビュー20周年。トップアーティストとして第一線で活躍している。今年はベストアルバムもヒットし、世論調査でも上位。今年の活躍は顕著だった。『栄光の架橋』は、NHKのアテネ五輪のテーマ曲として発表されて以来、聴く人の夢を後押しする応援歌。全世代から愛させる歌として存在している。紅白のテーマ『夢を歌おう』に一番合致する」と説明した。
各種メディアが挙げていたトリの候補は以下の通り。
- サンケイスポーツ（2017年11月16日付） - 「紅組トリは石川が濃厚。白組トリおよび大トリは嵐が最有力」[63]
- スポーツニッポン（2017年11月16日付） - 「紅組トリは石川、松田聖子、髙橋真梨子が候補。白組トリおよび大トリは嵐が有力、白組トリの候補にはTOKIOも挙がる」[64]
- 日刊スポーツ（2017年12月23日付） - 「石川の紅組トリ、ゆずの白組トリおよび大トリが内定」[65][66]

当初、白組トリおよび大トリは2年連続で嵐が務める予定だったが、安室奈美恵や桑田佳祐の特別出演が決まり、さらに「大トリを飾っても安室に瞬間最高視聴率争いで勝てない」との判断から嵐側がトリを辞退し、代わってこの年デビュー20周年を迎えたゆずが起用されたとの報道もある。
特別出演する安室を「究極の大トリ」に起用する案があるとも報じられていた。

## 司会者
- 紅組：有村架純（この年上期の連続テレビ小説『ひよっこ』のヒロイン・谷田部（前田）みね子役）[1]
- 白組：二宮和也（嵐）[1]
- 総合：内村光良（ウッチャンナンチャン、『LIFE!〜人生に捧げるコント〜』座長）、桑子真帆（東京アナウンス室）

有村は2年連続2度目、二宮は嵐として担当して以来3年ぶり6度目（単独では初）、内村と桑子は初司会。

## 審査方法
前回の教訓（第67回#結果参照）を踏まえて事前に発表。前回同様視聴者審査員が対戦ごとに紅白いずれかに番組連動データ放送で投票を行い最後の対戦が終わった後、ゲストおよび会場審査員が同様の投票を行う。票の価値は全て同等に戻されるほか今回はワンセグ搭載型の携帯電話やスマートフォン・アプリによる投票は行われない。
- ゲスト審査員（別記）
- 会場審査員（NHKホールの観客全員）
- 視聴者審査員（総合テレビジョンの視聴者 定員なし）

## メイン演奏
- 大晦日音楽隊2017（指揮：フラッシュ金子 ）

## ゲスト出演者

### ゲスト審査員
上述のとおり、2017年12月20日に発表された。
- 村田諒太（プロボクサー）：この年WBA世界ミドル級王座を獲得。
- 村上茉愛（体操選手）：この年の世界体操競技選手権・女子個人ゆかで優勝。
- 加藤一二三（棋士・仙台白百合女子大学客員教授）：この年の第30期竜王戦6組昇級者決定戦を以って現役を引退。
- 吉岡里帆（女優）：この年放送の山口発地域ドラマ『朗読屋』（東京ドラマアウォード2017 ローカル・ドラマ賞受賞）の沢田ひとみ役。
- 高橋一生（俳優）：この年の大河ドラマ『おんな城主 直虎』の小野但馬守政次役およびこの年下期の連続テレビ小説『わろてんか』の伊能栞役。
- 宮本信子（女優）：『ひよっこ』の牧野鈴子役。
- 鈴木亮平（俳優）：この年の『放送90年大河ファンタジー 精霊の守り人II 悲しき破壊神〜最終章』のヒュウゴ役および翌年の大河ドラマ『西郷どん』の主人公・西郷隆盛役。
- 林真理子（作家）：『西郷どん』の原作者。

### スペシャルゲスト
- 黒柳徹子：第9・31 - 34回紅組司会。第66回総合司会。福山雅治およびSuperflyの曲紹介。
- 桐生祥秀（陸上選手）：この年の日本学生陸上競技対校選手権大会男子100m走で日本人初の9秒台を記録。TOKIOとゆずの曲紹介。

### 紅白 HALFTIME SHOW
前回同様前半最後にスーパーボウルのハーフタイムショーをイメージしたステージを行う。
- 渡辺直美
- ブルゾンちえみ with B
- オースティン・マホーン

### ひよっこ 紅白特別編
VTR企画。ドラマの舞台である1968年（昭和43年）の大晦日の「すずふり亭」の忘年会からストーリーが進んでいく。
- 前田みね子（有村架純）
- 小祝宗男（峯田和伸）
- 助川時子（佐久間由衣）
- 角谷三男（泉澤祐希）
- 牧野鈴子（宮本信子）
- 牧野省吾（佐々木蔵之介）
- 井川元治（やついいちろう）
- 前田秀俊（磯村勇斗）
- 牧野愛子（和久井映見）：回想。
- 青天目澄子（松本穂香）
- 兼平豊子（藤野涼子）
- 高島幸子（小島藤子）
- 福田五郎（光石研）
- 福田安江（生田智子）
- 福田茜（上杉美風）
- 柏木ヤスハル（古舘佑太郎）
- 立花富（白石加代子）
- 坪内祐二（浅香航大）
- 新田啓輔（岡山天音）
- 浜口庫之助（桑田佳祐）

### 企画・応援ゲスト
- 塚地武雅（ドランクドラゴン）：『西郷どん』の熊吉役。『LIFE! 〜人生に捧げるコント〜』とのコラボレーション企画で、一昨年ぶりのイカ大王に扮して何度見切れるかに挑戦。
- DJ KOO（TRF）、ず〜まだんけ：三山ひろしとのコラボレーションでけん玉ギネス世界記録に挑戦。
- サンシャイン池崎：スーパーハイビジョンのプロモーション、関ジャニ∞等の応援。
- とろサーモン：この年のABC制作・テレビ朝日系『M-1グランプリ2017』で優勝。天童よしみの応援。
- 『名探偵コナン』の登場人物：倉木麻衣の応援でVTR出演。
- 黒沢かずこ（森三中）：水森かおりの応援で「千手観音かずこ」を披露。
- くまモン：同じ熊本県出身のWANIMAの応援。
- 大阪府立登美丘高等学校ダンス部：郷ひろみとのコラボレーションでダンスを披露。
- みやぞん（ANZEN漫才）：坂本冬美と西野カナの曲間で即興で「紅白のうた」を披露。
- 大前光市：平井堅とのコラボレーションでダンスを披露。
- 葵わかな：『わろてんか』のヒロイン・藤岡（北村）てん役。主題歌を歌う松たか子の応援。
- 沢村一樹：『ひよっこ』のヒロインの父・谷田部実役および『西郷どん』の赤山靭負役。『ひよっこ』主題歌を歌う桑田佳祐の応援。
- 木村佳乃：『ひよっこ』のヒロインの母・谷田部美代子役。同上。
- ムロツヨシ：VTR出演。内村扮する三津谷寛治が乗るヘリコプターの操縦士役。
- 羽生善治（棋士）：VTR出演。この年、永世七冠を達成。翌年には国民栄誉賞を受賞。白組司会特別企画「いつでも夢を」。
- 西川貴教『天才てれびくんYOU』のレギュラーおよび『おかあさんといっしょ・ガラピコぷ〜』の運送業者ドライバー・スキッパー役。「紅白ウラトークチャンネル」出演。

### 演奏ゲストなど
- 斎藤ネコ：椎名林檎とトータス松本の曲中で指揮担当。
- 笹路正徳：同じくピアノを演奏。
- 都倉俊一：エンディング「蛍の光」で指揮担当。

### その他の番組担当者
- ラジオ中継：小郷知子、二宮直輝（いずれも東京アナウンス室）
- テレビ放送副音声『紅白ウラトークチャンネル』：バナナマン、塚原愛（東京アナウンス室）
- 生配信企画『紅白楽屋トーク』：渡辺直美
- 横浜アリーナ中継：有働由美子（東京アナウンス室）

## 企画

### SHISHAMOと一緒に紅白のステージへ！
ホーンセクション（トランペット・トロンボーン・テナーサックス）でSHISHAMOと共にパフォーマンスに参加する高校生を募集する。

### AKB48 曲目投票企画
『紅白史上初! パフォーマンス曲を視聴者投票で決めちゃいます!』 - AKB48の披露楽曲を番組公式サイトで募集（メジャーシングル50曲とNHKにゆかりの深い3曲を合わせた計53曲）、上位3曲を披露する。
| 順位 | 楽曲               | 得票数   | 中間結果順位 |
| ---- | ------------------ | -------- | ------------ |
| 1位  | 11月のアンクレット | 91,820票 | 2位          |
| 2位  | 365日の紙飛行機    | 83,882票 | 1位          |
| 3位  | 大声ダイヤモンド   | 38,584票 | 4位          |

## 視聴率
番組平均視聴率は前半（19:15 - 20:55）が35.8％、後半（21:00 - 23:45）が39.4％で2年ぶりに40％を割った。これは第55回（2004年）の39.3％に次ぐワースト3位である（ビデオリサーチ調べ、関東地区・世帯・リアルタイム）。
ワースト3位の視聴率に終わったことについて、NHKの上田良一会長は翌年1月11日の定例会見で「幅広い世代に見ていただけた。視聴者の4割の方々に生放送でご覧いただけたことに感謝しています。」とコメントした。

### 歌手別視聴率
歌手別最高視聴率と、瞬間最高視聴率は安室奈美恵歌唱時の48.4％だった。
- 数字は関東地区[76]。
- 紅組、      白組、      特別企画。

| 順位 | 組 | 歌手                 | 視聴率 |
| ---- | -- | -------------------- | ------ |
| 1位  | 企 | 安室奈美恵           | 48.4%  |
| 2位  | 白 | ゆず                 | 46.4%  |
| 3位  | 企 | 桑田佳祐             | 45.8%  |
| 4位  | 紅 | 石川さゆり           | 45.3%  |
| 5位  | 白 | 氷川きよし           | 43.3%  |
| 6位  | 白 | 嵐                   | 42.4%  |
| 7位  | 紅 | 高橋真梨子           | 42.2%  |
| 8位  | 白 | エレファントカシマシ | 41.3%  |
| 9位  | 紅 | AKB48                | 41.2%  |
| 10位 | 白 | X JAPAN              | 40.4%  |